# Eosphorit
Eosphorit ist ein eher selten vorkommendes Mineral aus der Mineralklasse der „Phosphate, Arsenate und Vanadate“. Es kristallisiert im orthorhombischen Kristallsystem mit der idealisierten chemischen Zusammensetzung Mn2+Al[(OH)2|PO4]·H2O, ist also ein wasserhaltiges Mangan-Aluminium-Phosphat mit zusätzlichen Hydroxidionen.
Eosphorit bildet mit Childrenit (Fe2+Al[(OH)2|PO4]·H2O) eine Mischkristall-Reihe, daher ist bei natürlich gebildetem Eosphorit meist ein geringer Anteil des Mangans durch Eisen ersetzt (substituiert), weshalb die Formel in verschiedenen Quellen auch mit (Mn,Fe)Al[(OH)2|PO4]·H2O angegeben wird.
In reiner Form ist Eosphorit farblos und durchsichtig. Durch vielfache Lichtbrechung aufgrund von Gitterbaufehlern oder polykristalliner Ausbildung kann er aber auch weiß erscheinen und durch Fremdbeimengungen eine rosa bis bräunliche Farbe annehmen, wobei die Transparenz entsprechend abnimmt. Auf der Strichtafel hinterlässt er jedoch immer einen weißen Strich. Das Mineral entwickelt kurz- bis langprismatische Kristalle, die eine Länge von bis zu 20 Zentimetern erreichen können und deren Oberflächen einen glas- bis fettähnlichen Glanz aufweisen. Meist sind die Kristalle zu radialstrahligen bis kugeligen Mineral-Aggregaten gruppiert, ebenso kann das Mineral auch in derben, massigen Aggregaten auftreten.

## Etymologie und Geschichte
Erstmals entdeckt wurde Eosporit im Steinbruch Branchville im Fairfield County des US-Bundesstaates Connecticut und beschrieben 1878 durch George Jarvis Brush und Edward Salisbury Dana, die das Mineral in Anlehnung an seine überwiegend rosa Farbe nach dem altgriechischen Wort Ἑωσφόρος [Eosphoros] („Bringer der Morgendämmerung“) für den Morgenstern benannten (siehe dazu auch Eos, griechische Göttin der Morgenröte und Mutter des Morgensterns)
Das Typmaterial des Minerals wird in der Mineralogischen Sammlung der Yale University in New Haven (Connecticut) (USA) unter den Registernummern 3.3231 und 3.5847 aufbewahrt.
Da der Eosporit bereits lange vor der Gründung der International Mineralogical Association (IMA) bekannt und als eigenständige Mineralart anerkannt war, wurde dies von ihrer Commission on New Minerals, Nomenclature and Classification (CNMNC) übernommen und bezeichnet den Eosporit als sogenanntes „grandfathered“ (G) Mineral. Die seit 2021 ebenfalls von der IMA/CNMNC anerkannte Kurzbezeichnung (auch Mineral-Symbol) von Eosporit lautet „Eos“.

## Klassifikation
Bereits in der veralteten 8. Auflage der Mineralsystematik nach Strunz gehörte der Eosphorit zur Mineralklasse der „Phosphate, Arsenate, Vanadate“ und dort zur Abteilung „Wasserhaltige Phosphate, Arsenate und Vanadate mit fremden Anionen“, wo er gemeinsam mit Childrenit in der „Childrenit-Reihe“ mit der Systemnummer VII/D.07 steht.
In der zuletzt 2018 überarbeiteten Lapis-Systematik nach Stefan Weiß, die formal auf der alten Systematik von Karl Hugo Strunz in der 8. Auflage basiert, erhielt das Mineral die System- und Mineralnummer VII/D.14-020. Dies entspricht ebenfalls der Abteilung „Wasserhaltige Phosphate, mit fremden Anionen“, wo Eosphorit zusammen mit Childrenit und Ernstit eine unbenannte Gruppe mit der Systemnummer VII/D.14 bildet.
Auch die von der International Mineralogical Association (IMA) zuletzt 2009 aktualisierte 9. Auflage der Strunz’schen Mineralsystematik ordnet den Eosphorit in die Abteilung „Phosphate usw. mit zusätzlichen Anionen; mit H2O“ ein. Diese ist allerdings weiter unterteilt nach der relativen Größe der beteiligten Kationen und dem Stoffmengenverhältnis der zusätzlichen Anionen zum Phosphat-, Arsenat- bzw. Vanadatkomplex. Das Mineral ist hier entsprechend seiner Zusammensetzung in der Unterabteilung „Mit ausschließlich mittelgroßen Kationen; (OH usw.) : RO4 = 2 : 1“ zu finden, wo es zusammen mit Childrenit und Ernstit die „Childrenitgruppe“ mit der Systemnummer 8.DD.20 bildet.
In der vorwiegend im englischen Sprachraum gebräuchlichen Systematik der Minerale nach Dana hat Eosphorit die System- und Mineralnummer 42.07.01.02. Das entspricht ebenfalls der Klasse der „Phosphate, Arsenate und Vanadate“ und dort der Abteilung „Wasserhaltige Phosphate etc., mit Hydroxyl oder Halogen“. Hier findet er sich innerhalb der Unterabteilung „Wasserhaltige Phosphate etc., mit Hydroxyl oder Halogen mit (AB)5(XO4)3Zq × x(H2O)“ in der „Childrenitgruppe“, in der auch Childrenit, Ernstit und Sinkankasit eingeordnet sind.

## Modifikationen und Varietäten
Als Childro-Eosphorit wird ein Mischkristall aus Childrenit und Eosphorit bezeichnet, bei dem das Mischungsverhältnis 1 : 1 beträgt. Beschrieben wurde diese Varietät aus Hagendorf nahe der Marktgemeinde Waidhaus in Bayern.

## Bildung und Fundorte
Eosphorit bildet sich üblicherweise sekundär in einigen phosphathaltigen granitischen Pegmatiten. An seiner Typlokalität Branchville trat das Mineral in Paragenese mit Dickinsonit, Lithiophilit, Rhodochrosit und Triploidit auf. In verschiedenen Steinbrüchen nahe Newry im Oxford County des US-Bundesstaates Maine fand sich Eosporit allerdings auch vergesellschaftet mit Albit, Apatit, Beryllonit, Cookeit, Hydroxylherderit und Turmalin.
In Deutschland fand man Eosporit bisher nur am Hennenkobel (auch Hühnerkobel), bei Erbendorf-Hopfau und bei Hagendorf/Waidhaus in Bayern sowie an den Greifensteinen nahe Ehrenfriedersdorf in Sachsen.
Als eher seltene Mineralbildung kann Eosphorit an verschiedenen Fundorten zum Teil zwar reichlich vorhanden sein, insgesamt ist er aber wenig verbreitet. Als bekannt gelten bisher (Stand 2013) rund 120 Fundorte. Bekannt aufgrund außergewöhnlicher Eosphoritfunde ist unter anderem die Grube „João Modesto dos Santos“ in der Gemeinde Mendes Pimentel im brasilianischen Bundesstaat Minas Gerais, wo gut ausgebildete Kristalle von bis zu 10 Zentimeter Länge zutage traten.
Weitere Fundorte liegen unter anderem in Afghanistan, Argentinien, Australien, Brasilien, Finnland, Frankreich, Italien, Japan, Kanada, Kasachstan, Mosambik, Namibia, Pakistan, Portugal, Russland, Ruanda, Schweden, Spanien, Tschechien, Uganda und in weiteren Bundesstaaten der USA.

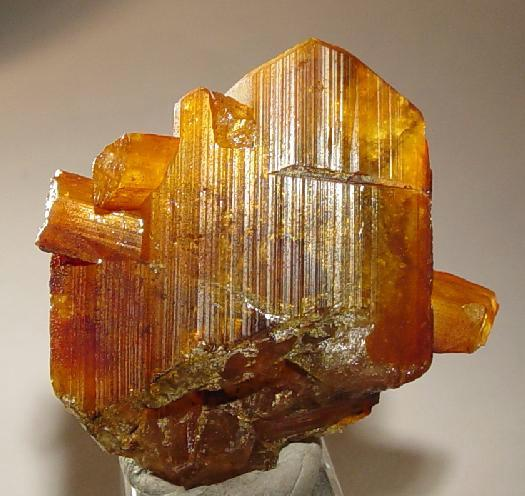
Großer, hellorangefarbiger Eosphorit aus Mendes Pimentel, Minas Gerais, Brasilien (Größe: 3,2 cm × 3,2 cm × 1 cm)
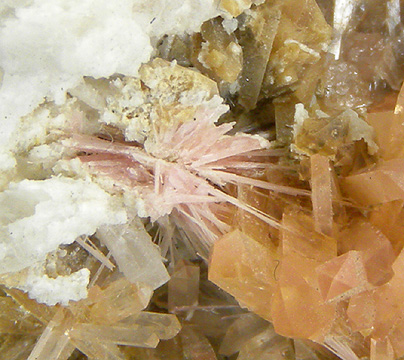
Eosphorit (prismatisch orange) und Väyrynenit (nadelig rosa) aus Chamachhu am Haramosh, Nordgebiete, Pakistan (Gesamtgröße: 4,1 cm × 2,7 cm × 2,6 cm)

## Kristallstruktur
Eosphorit kristallisiert orthorhombisch in der Raumgruppe Cmce (Raumgruppen-Nr. 64) mit den Gitterparametern a = 6,9263 Å; b = 10,4356 Å und c = 13,5234 Å sowie 8 Formeleinheiten pro Elementarzelle.

## Verwendung

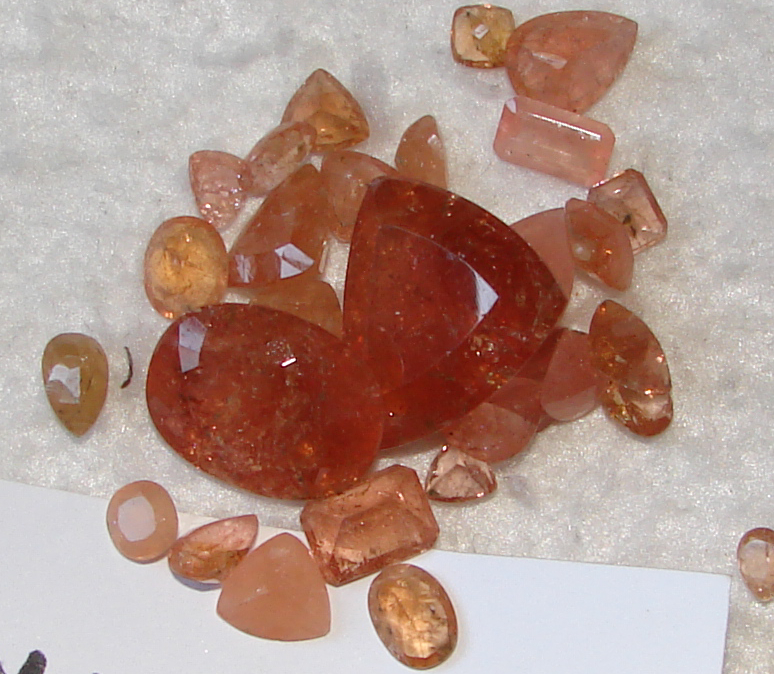
Einige rosafarbene, geschliffene Eosphorite aus Brasilien

Eosphoritkristalle sind nur selten qualitativ hochwertig und mit einer Mohshärte von 5 auch nicht hart genug für eine kommerzielle Verwendung als Schmuckstein. Für Sammler werden sie dennoch gelegentlich in verschiedenen Schliffformen angeboten.